# Greenfingers – Harte Jungs und zarte Triebe
Greenfingers – Harte Jungs und zarte Triebe (Greenfingers) ist eine britisch-amerikanische Filmkomödie, dessen deutschsprachige Fassung 2002 Premiere feierte. Für die Regie und das Drehbuch war Joel Hershman verantwortlich, der den Film auf dem Toronto International Film Festival im Jahr 2000 erstmals präsentierte. 

## Handlung
Der Häftling Colin Briggs ist im offenen Vollzug eines britischen Gefängnisses inhaftiert. Dort lernt er den alten Fergus kennen, den er zunächst schroff abweist. Als er jedoch erfährt, dass Fergus schwer krank ist, kümmert er sich um ihn. Fergus schafft es, Briggs für das Gärtnern – seine heimliche Leidenschaft – zu interessieren. Zusammen mit einigen Mithäftlingen fangen sie an, einen Gefängnisgarten einzurichten. Dabei entpuppt sich Colin als echtes Naturtalent mit grünem Daumen. Der Frau des Gefängnisleiters gelingt es, die Aufmerksamkeit der berühmten Botanikerin Georgina Woodhouse auf die Häftlinge zu lenken. Diese überzeugt sich von deren Talent und ermöglicht es ihnen, außerhalb des Gefängnisses auf ihrem Anwesen zu arbeiten.
Dabei lernt Briggs Georginas Tochter Primrose Woodhouse kennen, in die er sich verliebt. Woodhouse ist von den Fähigkeiten der Häftlinge so begeistert, dass sie sie zur Hampton Court Palace Flower Show, der größten jährlich stattfindenden Gartenschau Englands, anmeldet. Dann geraten sie in Verdacht, Informationen über wertvolle Gegenstände im Haus des Kunden weiterverkauft zu haben, denn dieser wurde bestohlen. Ab sofort dürfen sie nur noch innerhalb des Gefängnisses arbeiten, die Teilnahme an Hampton Court ist ebenfalls nicht mehr möglich.
Nach einiger Zeit wird Briggs auf Bewährung entlassen und beginnt eine Beziehung mit Woodhouses Tochter Primrose (zu deutsch: Primel). Da er als Ex-Häftling trotz seines großen Talents keinen Job bekommt und er hört, dass die verbliebenen Häftlinge mit ihren gärtnerischen Aktivitäten nicht so recht weiterkommen, beschließt er, in den Knast zurückzukehren. Er begeht ein Bagatelldelikt, beendet die Beziehung zu Primrose und lässt sich festnehmen.
Wieder im Gefängnis, setzen die Häftlinge ihre gärtnerischen Tätigkeiten mit nun wieder vollständiger Mannschaft fort. Eines Tages, bei einem Besuch zweier Minister, erhalten sie erneut eine Möglichkeit, an der diesjährigen Hampton Court Ausstellung teilzunehmen. Auf Wunsch eines der Minister sollen sie dort einen Steingarten präsentieren, was ihnen aber überhaupt nicht zusagt. Kurz vor der Fertigstellung stirbt erst Fergus, und dann sorgen scheinbare Fehler einiger mitwirkender Häftlinge (vertrocknete Pflanzen, eine plötzliche Mäuseplage) dafür, dass das Projekt ernsthaft gefährdet ist. Schließlich geht der Garten auch noch in Flammen auf.
Die Hampton Court Show wird eröffnet. Die Häftlinge haben in aller Eile einen neuen Garten erstellt: einen Wildgarten mit einem Schrottauto und einer Figur darin, die den verstorbenen Fergus darstellt. Wider Erwarten gewinnen sie keinen Preis. Colin trifft dort aber Primrose, und mit Unterstützung ihrer Mutter kommen die beiden sich wieder näher. Colin bittet Primrose, auf ihn zu warten, bis er im kommenden Frühjahr erneut entlassen wird, was diese natürlich verspricht. Daraufhin erhalten sie die Nachricht, die Queen persönlich wünsche, die gärtnernden Häftlinge zu sprechen, da sie ihr Garten sehr beeindruckt habe.

## Hintergründe
Die Handlung wurde durch den Artikel Free to Grow Bluebells in England von Paula Deitz in der New York Times aus dem Jahr 1998 inspiriert.
Im Abspann erscheint folgender Hinweis: Die Gefängnisgärtner gewannen später Silber- und Goldmedaillen bei der Chelsea- und der Hampton Court Palace Blumenschau. Schließlich wurde ihnen sogar die höchste Auszeichnung zugesprochen. Die Tudor-Rose.
Die Produktionskosten betrugen schätzungsweise 5 Millionen Pfund Sterling. Der Film hatte seine Weltpremiere am 10. September 2000 auf dem Toronto International Film Festival. Seine US-Premiere hatte er am 13. Juli 2001, die britische Kinopremiere folgte am 14. September 2001 und die deutsche am 14. Februar 2002. Der Film spielte in den Kinos der USA ca. 1,4 Millionen US-Dollar ein.
In einer Nebenrolle als Präsident der Royal Horticultural Society ist Trevor Bowen zu sehen.

## Kritiken

### Englischsprachige Kritiken
Roger Ebert schrieb in der Chicago Sun-Times vom 3. August 2001, der Film sei amüsant genug, um Zeit zu vertreiben, er gehöre jedoch zu jenen Filmen, die man im Kabelfernsehen erwarte. Die Handlung sei „mit standardisierten Charakteren bevölkert“.
Kevin Thomas schrieb in der Los Angeles Times vom 27 Juli. 2001, der Film sei trotz der talentierten Schauspieler misslungen („Despite cast of talented actors, "Greenfingers" is all thumbs“).
Rotten Tomatoes schrieb, der Film folge der Wohlbefinden erzeugenden Formel, in der sozial benachteiligte Menschen privilegierte Menschen besiegen würden und füge nichts Neues zum „gesättigten“ Genre hinzu („Greenfingers follows the British feel-good formula of underdogs somehow beating the odds, adding nothing new to this already saturated genre“).

### Deutschsprachige Kritiken
Das Lexikon des internationalen Films urteilt: "Leichte Komödie nach einer wahren Begebenheit, solide inszeniert nach Art der gängigen „Britcoms“; unterhaltsam, aber allzu harmlos."
Die Zeitschrift Prisma bewertet den Film in ihrer Online-Filmdatenbank mit einem von fünf möglichen Sternen und meint: „Ohne den Esprit ähnlich gelagerter Filme aus Großbritannien erzählt hier Regisseur Joel Hershman eine brave Sozial-Komödie, die eher wie ein modernes Märchen anmutet. Das Ganze ist leider kaum kantig und kann deshalb nicht wirklich unterhalten, es sei denn, man mag aalglatte Storys.“

## Auszeichnungen
Der Film wurde im Jahr 2001 für den Political Film Society Award für Menschenrechte sowie den Political Film Society Award für Exposé nominiert. 

## Belege
1. ↑   Freigabebescheinigung für Greenfingers – Harte Jungs und zarte Triebe. Freiwillige Selbstkontrolle der Filmwirtschaft, April 2007 (PDF; Prüfnummer: 89 698 DVD).
2. 1 2  Filmkritik von Kevin Thomas, abgerufen am 18. Oktober 2007
3. ↑  Kommentar auf www.moviepilot.de
4. ↑  Box office / business für Greenfingers, abgerufen am 18. Oktober 2007
5. ↑  Premierendaten für Greenfingers, abgerufen am 18. Oktober 2007
6. ↑  Filmkritik von Roger Ebert, abgerufen am 18. Oktober 2007
7. ↑  Greenfingers. In: Rotten Tomatoes. Fandango, abgerufen am 7. März 2022 (englisch).
8. ↑  Greenfingers – Harte Jungs und zarte Triebe. In: Lexikon des internationalen Films. Filmdienst, abgerufen am 18. Oktober 2007.
9. ↑  Greenfingers – Harte Jungs und zarte Triebe. In: prisma. Abgerufen am 30. März 2021.